# غونتر هاريتز
غونتر هاريتز (بالألمانية: Günter Haritz) مواليد 16 أكتوبر 1948 في هايدلبرغ، هو دراج ألماني سابق. سبق أن شارك في دورة الألعاب الأولمبية الصيفية وفاز بميدالية أولمبية.

## الميداليات
| الميدالية | المسابقة                       |
| --------- | ------------------------------ |
| ذهبية     | الألعاب الأولمبية الصيفية 1972 |

## روابط خارجية
- غونتر هاريتز على موقع أرشيف الدراجات (الإنجليزية)
- غونتر هاريتز على موقع إحصائيات الدراجات الإحترافية (الإنجليزية)
- غونتر هاريتز على موقع أوليمبيديا (الإنجليزية)